# Fairdale (Pennsylvanie)
Pour les articles homonymes, voir Fairdale.
Fairdale est une census-designated place située dans le comté de Greene, dans le Commonwealth de Pennsylvanie, aux États-Unis. Sa population, qui s’élevait à 2 059 habitants lors du recensement de 2010, est estimée à 2 008 habitants au 1er juillet 2020.